# Мишо Китаноски
Мишо Китаноски (на македонска литературна норма: Мишо Китаноски) е северномакедонски поет, публицист, сценарист и новинар.

## Биография
Роден е в 1941 година в стружкото село Вевчани, тогава в Югославия, днес Северна Македония. Основно и средно образование завършва в Кавадарци, а висша школа и факултет в Скопие. В 2006 година намира убита дъщеря си, 37-годишна журналистка. Китановски посвещава на убитата си дъщеря стихосбирката „Потпис: Сандра“.

## Творчество
- „Штипското библиотекарско дело“ (монография, 2006)[3]
- „Потпис: Сандра“ (поезия, 2007)